# Trofeo delle Regioni 2008
L'edizione 2008 del Trofeo delle Regioni di pallavolo e beach volley si è svolta nella provincia di Nuoro, in Sardegna ed è stata organizzata dal Comitato Regionale Sardo.
Gli incontri di pallavolo si sono svolti in 8 comuni della provincia: Lanusei, Tortolì, Bari Sardo, Lotzorai, Loceri, Elini, Jerzu e Cardedu. I match di beach volley invece si sono disputati nei campi allestiti sulla spiaggia del Lido di Orrì,nel comune di Tortolì.

## Risultati
Il torneo di pallavolo maschile è stato vinto dalla rappresentativa del Lazio e quello femminile dalla Lombardia. I Laziali si sono aggiudicati anche il titolo di campioni per il beach volley maschile, mentre quello femminile è andato alle Marche.